# Natalia Hanikoğlu
Natalia Hanikoğlu (née Chiguina le 23 juin 1975 à Moscou) est une ancienne joueuse de volley-ball turque d’origine russe. Elle mesure 1,90 m et jouait au poste de réceptionneuse-attaquante. Elle a totalisé 134 sélections en équipe de Turquie. Elle est mariée au ancien volleyeur turc, Hakan Hanikoğlu.

## Clubs
| Club                 | De        | À         |
| -------------------- | --------- | --------- |
| CSKA Moscou          | 1992-1993 | 1996-1997 |
| Kocaelispor          | 1997-1998 | 1999-2000 |
| Eczacıbaşı İstanbul  | 2000-2001 | 2003-2004 |
| Zaretchie Odintsovo  | 2004-2005 | 2004-2005 |
| Dinamo Moscou        | 2005-2006 | 2006-2007 |
| Beşiktaş İstanbul    | 2008-2009 | 2008-2009 |
| Eczacıbaşı İstanbul  | 2009-2010 | 2009-2010 |
| Azerrail Bakou       | 2010-2011 | 2010-2011 |
| Galatasaray İstanbul | 2011-2012 | 2011-2012 |
| Beşiktaş İstanbul    | 2012-2013 | 2015-2016 |

## Palmarès

### Équipe nationale
- Grand Prix Mondial
  - Vainqueur : 1997.
- Championnat d'Europe
  - Finaliste : 2003.

### Clubs
- Championnat de Turquie
  - Vainqueur : 2001, 2002, 2003.
- Coupe de Turquie
  - Vainqueur : 2001, 2002, 2003.
  - Finaliste :2012.
- Championnat de Russie
  - Vainqueur : 2006.
  - Finaliste : 1994, 1995, 1996, 1997.
- Coupe de Russie
  - Finaliste : 1997.
- Challenge Cup
  - Vainqueur :2011.
  - Finaliste : 2014.
- Top Teams Cup
  - Finaliste : 2006.
- Coupe de la CEV
  - Finaliste :2012.

### Distinctions individuelles
- Coupe de la Top Teams 2005-2006: Meilleure attaquante.